# Kulturfabrik
Ne doit pas être confondu avec Kulturfabrik d'Esch-sur-Alzette.
La Kulturfabrik (usine de la culture) est un théâtre situé à Coblence, en Allemagne. Elle a été fondée en 1980 et dispose d'un auditorium d'une capacité de 350 places, une galerie, un ballet et plusieurs salles de répétition. Le théâtre est situé dans le bâtiment de l'ancienne « Gründerzeit Couvertierfabrik Mayer-Alberti Lucelle ». 
L'art Kulturfabrik a diverses origines culturelles. Fondée en 1991, il y a non seulement le premier « Art de la jeunesse » en Rhénanie-Palatinat mais depuis 1992 il s'y trouve également le foyer de la jeunesse de Coblence, qui effectue ensuite ses productions et ses ateliers. 
La Kulturfabrik exploite également une « galerie jeune », qui expose des créateurs encore inconnus et leur donne l'occasion de présenter leurs travaux. 
La Koufa est gérée par la ville de Coblence et aidée l'État de Rhénanie-Palatinat. Les actionnaires sont des bénévoles. 